# 直立悬钩子
直立悬钩子（学名：Rubus stans）是蔷薇科悬钩子属的植物，为中国的特有植物。分布于中国大陆的西藏、云南、四川等地，生长于海拔2,000米至3,400米的地区，一般生长在山林下及林缘，目前尚未由人工引种栽培。

## 异名
- Rubus stans Focke var. soulieanus (Card.) Yu et L. T. Lu